# (37859) Bobkoff
(37859) Bobkoff (1998 FE3) – planetoida z grupy pasa głównego asteroid okrążająca Słońce w ciągu 4,31 lat w średniej odległości 2,65 j.a. Odkryta 23 marca 1998 roku.